# Краева бачия
Краева бачия е махала на село Видраре в Западна България, община Правец, Софийска област, в планината Драгойца. Граничи с махалите Смолевица, Марково равнище и Средни рът.

## История
След отстраняването на османската власт много от жителите на Краева Бачия се преселват в равнинните райони. Знае се че терзията (шивача) Ботю Дилов се е преселил в село Петревене, но е продължавал да има имоти и в Краева Бачия.

## Галерия
- Къща, Краева Бачия
- Къща, Краева Бачия
- Квитанция за платен данък от Ботю Дилов от Краева Бачия, 1899